# Amt Gießen
Das Amt Gießen war ein Amt der Landgrafschaft Hessen und zuletzt des Großherzogtums Hessen.

## Funktion
In Mittelalter und Früher Neuzeit waren Ämter eine Ebene zwischen den Gemeinden und der Landesherrschaft. Die Funktionen von Verwaltung und Rechtsprechung waren hier nicht getrennt. Dem Amt stand ein Amtmann vor, der von der Landesherrschaft eingesetzt wurde. 

## Geschichte
Der älteste Hinweis auf ein Amt in Gießen stammt von 1263, als ein „Amtmann“ für Gießen erwähnt wurde. Zwischen 1197 und 1265 ist belegt, dass ein entsprechendes Gebiet als „Grafschaft Gießen“ bezeichnet wird. Das sehr umfangreiche Gebiet dieses Amtes wurde noch vor 1556 geteilt, unter anderem in ein Stadtamt Gießen (folgend auch Oberamt Gießen genannt) und ein Landamt Gießen.
Bei der Landesteilung nach dem Tod des Landgrafen Philipp I., des Großmütigen, 1567 fielen die beiden Ämter an die neu gebildete Landgrafschaft Hessen-Marburg und nach Aussterben dieser Zweiglinie 1604 und den Hessenkriegen 1648 mit dem Westfälischen Frieden endgültig an die Landgrafschaft Hessen-Darmstadt, die dann 1806 zum Großherzogtum Hessen wurde.
1821/22 kam es zu einer Verwaltungsreform im Großherzogtum. Mit ihr wurden nun auch auf unterer Ebene Gericht und Verwaltung getrennt. Für die bisher in den Ämtern wahrgenommenen Verwaltungsaufgaben wurden Landratsbezirke geschaffen, für die erstinstanzliche Rechtsprechung Landgerichte. Das Stadtamt und das Landamt Gießen wurden aufgelöst. Ihre Verwaltungsaufgaben wurden an den Landratsbezirk Gießen übertragen.

## Bestandteile
| 1502                                      | 1556          | nach 1783        | Zuteilung                      | Anmerkung                                                         |
| ----------------------------------------- | ------------- | ---------------- | ------------------------------ | ----------------------------------------------------------------- |
| Annerod                                   |               |                  |                                |                                                                   |
|                                           |               | Bieber           |                                | Bieber gehörte teils zu Fellingshausen, teils zu Rodheim.         |
| Daubringen                                |               | Daubringen       |                                | Landamt Gießen                                                    |
| Dornholzhausen                            |               |                  |                                |                                                                   |
| Dutenhofen                                |               |                  |                                |                                                                   |
|                                           |               | Fellingshausen   | Landamt Gießen                 |                                                                   |
|                                           | Friedelhausen |                  | Stadtamt Gießen                |                                                                   |
| Garbenteich                               |               | Garbenteich      | Landamt Gießen                 |                                                                   |
| Gießen                                    | Gießen        | Gießen           | Stadtamt Gießen                |                                                                   |
| Großen-Linden                             | Großen-Linden | Großen-Linden    | Stadtamt Gießen                |                                                                   |
| Großrechtenbach                           |               |                  |                                | 1703 bei der Teilung des Hüttenberg (Hessen)Hüttenbergs an Nassau |
|                                           | Hardthof      |                  | Stadtamt Gießen                |                                                                   |
| Hausen                                    |               |                  |                                |                                                                   |
| Heuchelheim                               |               | Heuchelheim      | Landamt Gießen                 |                                                                   |
| Hochelheim                                |               |                  |                                | 1703 bei der Teilung des Hüttenbergs an Nassau                    |
| Hörnsheim                                 |               |                  |                                | 1703 bei der Teilung des Hüttenbergs an Nassau                    |
|                                           | Hüttenberg    |                  |                                | Gericht, nach anderer Quelle Sitz eines eigenen Amtes             |
| Kinzenbach                                |               |                  |                                |                                                                   |
| Kirch-Göns                                |               |                  |                                |                                                                   |
|                                           |               | Kirchberg        |                                |                                                                   |
| Kleinlinden                               |               |                  | Stadtamt Gießen                |                                                                   |
| Kleinrechtenbach                          |               | Kleinrechtenbach |                                | 1703 bei der Teilung des Hüttenbergs an Nassau                    |
| Lang-Göns                                 |               |                  |                                |                                                                   |
| Launsbach                                 |               |                  |                                |                                                                   |
| Leihgestern                               |               |                  |                                |                                                                   |
| Lollar                                    | Lollar        | Lollar           | Landamt Gießen                 | 1556: Gericht                                                     |
| Mainzlar                                  |               | Mainzlar         |                                | Landamt Gießen                                                    |
| Pohl-Göns                                 |               |                  |                                |                                                                   |
| Reiskirchen                               |               |                  |                                |                                                                   |
| Rodheim                                   |               | Rodheim          | Landamt Gießen                 |                                                                   |
| Ruttershausen                             |               | Ruttershausen    | Landamt Gießen                 |                                                                   |
| Schiffenberg                              |               |                  |                                | Seit 1577, ehemalige Deutschordenskommende                        |
| Staufenberg                               | Staufenberg   | Staufenberg      | Stadtamt Gießen Landamt Gießen |                                                                   |
| Steinbach                                 | Steinbach     | Steinbach        | Landamt Gießen                 | 1556: Gericht                                                     |
| Steinberg                                 |               | Steinberg        | Landamt Gießen                 |                                                                   |
|                                           |               | Trohe            | Stadtamt Gießen                |                                                                   |
|                                           |               | Vollnkirchen     |                                | 1703 bei der Teilung des Hüttenbergs an Nassau                    |
| Volpertshausen                            |               |                  |                                |                                                                   |
| Watzenborn                                |               | Watzenborn       | Landamt Gießen                 |                                                                   |
| Weidenhausen                              |               |                  |                                |                                                                   |
| Wieseck                                   | Wieseck       |                  | Stadtamt Gießen                |                                                                   |
| Wißmar                                    |               |                  |                                |                                                                   |
| Eigenleute des Landgrafen im Busecker Tal |               |                  |                                |                                                                   |

## Recht
Im Amt Gießen galt das Gemeine Recht. Dieses Sonderrecht behielt seine Geltung als Partikularrecht auch im gesamten 19. Jahrhundert während der Zugehörigkeit des Gebietes zum Großherzogtum Hessen und wurde erst zum 1. Januar 1900 von dem einheitlich im ganzen Deutschen Reich geltenden Bürgerlichen Gesetzbuch abgelöst.